# Karmina Šilec
Karmina Šilec, slovenska dirigentka, režiserka in skladateljica, *30. avgust 1967, Maribor.
Deluje kot umetniška voditeljica produkcijske hiše Carmina Slovenica, novoglasbenega gledališča Choregie, ansambla !Kebatola!, cikla Attacca in glasbeno gledališkega festivala Choregie.
Prejela je mednarodno nagrado Robert Edler Prize za izjemen prispevek zborovski stroki v svetovnem merilu, nagrado Prešernovega sklada, mednarodno nagrado Music Theatre Now, Glazarjevo listino, gledališko nagrado Zlata maska, nagrado Sterijinog pozorja za gledališko glasbo ter preko 20 najvišjih mednarodnih nagrad na glasbenih tekmovanjih.
Med 2018-2019 je bila Harvard University/Radcliffe Institute for advanced study Fellow,
S konceptom Choregie je gostovala na številnih uglednih festivalih in prizoriščih, kot so: Operadagen Rotterdam, Festival d'Automne à Paris, festival Prototype (NY), Kunstenfestival Brussels, Zlata maska Moskva, Holland Festival, Sanktpeterburška filharmonija, Esplanade v Singapurju, Arts centre Melbourne, Teatro Colon v Buenos Airesu, Davis Symphony Hall San Francisco, Ruhrtriennale, Moskovski velikonočni festival, Dresdner Musikfestspiele, Svetovni glasbeni dnevi (ISCM), Theater Basel, Mednarodni glasbeni festival Peking, Hongkong Cultural Centre, Radial system V Berlin, Tokyo Metropolitan Art Space, Palau de la Musica Catalana in mnogih drugih.
Deluje tudi kot članica strokovnih žirij in umetniških svetov na zborovskih in dirigentskih tekmovanjih ter predavateljica na univerzah doma in v tujini, na mednarodnih seminarjih, konferencah in kongresih.
Izdala ja 21 glasbenih albumov in 3 DVD-je.